# Klopotčeva učna in sprehajalna pot, Cerkvenjak
Klopotčeva učna in sprehajalna pot poteka po cerkvenjaškem gričevju in po andrenški dolini, ime je dobila po klopotcu etnografskem elementu naše pokrajine. Namen klopotčeve učne in sprehajalne poti je predstaviti obiskovalcem lepote in posebnosti slovenskogoriške pokrajine. Ob poti so postavljene informacijske table na katerih so opisane zanimivosti kulturne in naravne dediščine.

## Potek poti
Učna pot se prične v središču Cerkvenjaka na vspetini ob gasilskem domu, kateri domačini pravijo gomila. Na tem mestu je tudi orientacijska točka v obliki sončne ure na kateri so smerokazi. Nadaljuje se mimo Johanezove trte potomke stare trte iz mariborskega Lenta. Nato pot pelje mimo osnovne šole do botaničnega vrta, kjer je zasajeno preko 40 rastlinskih vrst. Učna pot se potem spusti v gozd in vodi mimo izvira andrenskega potoka ter ob potoku do ribnika in ostankov potočnega mlina. Nadaljuje se ob potoku, ter manjšem izviru Lüba vodica, po ustnem izročilu ta izvir nikoli ni usahnil niti ob največjih sušah, zato je dobil tudi takšno ime. Naprej vodi do rimskih gomil v Andrencih. Tu se pot obrne in vodi po isti poti nazaj do ribnika, kjer zavije levo v gozd in po gozdu vodi do Tušakove vile v kateri je privatna etnografska zbirka. Potem pa mimo župnijske cerkve svetega Antona nazaj na izhodiščno točko poti.